# Polstvîn, Kaniv
Polstvîn (în ucraineană Полствин) este localitatea de reședință a comunei Polstvîn din raionul Kaniv, regiunea Cerkasî, Ucraina.

## Demografie
Componența lingvistică a localității Polstvîn
     Ucraineană (96,39%)
     Rusă (3,06%)
     Alte limbi (0,56%)
Conform recensământului din 2001, majoritatea populației localității Polstvîn era vorbitoare de ucraineană (96,39%), existând în minoritate și vorbitori de rusă (3,06%).